# La Coronació de la Verge (Retaules d'Illescas)
La coronació de la Mare de Déu és una obra d'El Greco, realitzada a l'oli sobre tela entre el 1603 i el 1605, durant el seu últim període toledà. Es conserva a l'Hospital de la Caritat d'Illescas.
El Greco, per mitjà del seu fill, va aconseguir l'any 1603 un contracte per realitzar quatre quadres per la Capella major de l'Hospital de la Caritat de Illescas (Toledo). Els quadres corresponen al període tardà del pintor i, malgrat que no poden ser contemplats a la Capella major per a la que van ser dissenyats, es troben a la sagristia de l'església de l'Hospital d'Illescas.

## Temàtica de l'obra
La Coronació de Maria és una temàtica habitual en la iconografia cristiana, malgrat que no consta en els Evangelis canònics. En la seqüència de la vida de Maria, seguiría a la Dormició i a l'Assumpció. La base bíblica es troba en el Càntic dels càntics［Càntic 4:8］, als Salms［Salms 45:10-15］ i al Llibre de la Revelació.［Ap 12:1-7］El títol Regina Coeli (Reina del Cel), per nomenar Maria es remunta com a mínim al segle xii.

## Anàlisi de l'obra
Oli sobre llenç; format ovalat, 163 x 220 cm.
Es conserven cinc variants autògrafes sobre aquesta temàtica però aquesta d'Illescas és potser la més bella de totes les coronacions que va realitzar el pintor. Aquesta vegada El Greco va escollir un format oval per tal de situar l'escena en el sostre de la volta. Això explica les fortes desproporcions al cos dels personatges de Déu Pare, la Mare de Déu i Jesús, amb grans cames dibuixades en perspectiva en primer pla i petits caps que s'allunyen i donen profunditat al quadre. Segueix una composició triangular amb el vèrtex cap avall, on situa les tres persones de la Santíssima Trinitat i Maria, que ascendeix als cels acompanyada o ajudada per un grup d'àngels. És una escena on l'atmosfera celestial esdevé personatge protagonista, on El Greco crea unes cascades de núvols als laterals que conformen un tron, on seuen els personatges, tot esquitxat per grups de querubins i petits àngels que voletegen al voltant i donen moviment a l'escena.
L'estudi per aquesta composició es troba a la col·lecció Epstein de Chicago. El Greco va assolir uns escorços magnífics, tenint en compte que aquesta obra tenia que contemplar-se des d'abaix. Les amples vestimentes de Déu Pare i la seva barba blanca, així com la túnica rosada i la capa blava de Jesús i de la Verge, produeixen una gran impressió. L'hermosa llum blavosa del cel sobre la coloració rojenca, conserva la seva tonalitat originària.